# کریستف لتکوفسکی
کریستف لتکوفسکی (آلمانی: Christoph Letkowski؛ زادهٔ ۱۶ ژوئن ۱۹۸۲) بازیگر اهل آلمان است.
از فیلم‌ها یا مجموعه‌های تلویزیونی که وی در آن‌ها نقش داشته است، می‌توان به لوته در باهاوس و تالاب اشاره نمود.